# سوريخا سكري
سوريخا سكري (19 أبريل 1945 - 16 يوليو 2021)، هي ممثلة هندية (وحملت سابقاً جنسية الراج البريطاني). من الجوائز التي نالتها جائزة الفيلم الوطني لأفضل ممثلة مساعدة ‏ وجائزة سانجيت ناتاك أكاديمي ‏.

## أعمال

### مسلسلات
- باليكا فادهو

## جوائز
- جائزة الفيلم الوطني لأفضل ممثلة مساعدة [الإنجليزية]‏
- جائزة سانجيت ناتاك أكاديمي [الإنجليزية]‏

## وصلات خارجية
- سوريخا سكري على موقع IMDb (الإنجليزية)
- سوريخا سكري على موقع ألو سيني (الفرنسية)
- سوريخا سكري على موقع أول موفي (الإنجليزية)
- سوريخا سكري على موقع قاعدة بيانات الفيلم (الإنجليزية)